# Proteostrenia straminea
Proteostrenia straminea är en fjärilsart som beskrevs av Butler 1881. Proteostrenia straminea ingår i släktet Proteostrenia och familjen mätare. Inga underarter finns listade i Catalogue of Life.